# Traralgon
Traralgon är en ort i Australien. Den ligger i kommunen Latrobe och delstaten Victoria, omkring 140 kilometer öster om delstatshuvudstaden Melbourne. Antalet invånare är 21 960.
Traralgon är det största samhället i trakten.
Trakten runt Traralgon består till största delen av jordbruksmark. Runt Traralgon är det ganska tätbefolkat, med 56 invånare per kvadratkilometer. Genomsnittlig årsnederbörd är 1 155 millimeter. Den regnigaste månaden är juni, med i genomsnitt 179 mm nederbörd, och den torraste är januari, med 50 mm nederbörd.